# Nurmisholm
Nurmisholm, finska: Nurminen, är en ö nära Själö i Nagu,  Finland. Den ligger i Skärgårdshavet i Pargas stad i landskapet Egentliga Finland, i den sydvästra delen av landet. Ön ligger omkring 1 kilometer väster om Själö, 5 kilometer norr om Nagu kyrka, 31 kilometer sydväst om Åbo och omkring 170 kilometer väster om Helsingfors. Närmaste allmänna förbindelse är förbindelsebryggan vid Själö som trafikeras av M/S Falkö och M/S Östern.
Öns area är 17,2 hektar och dess största längd är 0,7 kilometer i öst-västlig riktning.